# Miturga splendens
Miturga splendens är en spindelart som beskrevs av Hickman 1930. Miturga splendens ingår i släktet Miturga och familjen sporrspindlar.
Artens utbredningsområde är Tasmanien. Inga underarter finns listade i Catalogue of Life.